# 台中捷運緑線
緑線（りょくせん、正体字: 綠線）は台中捷運で運行中の路線。路線距離は16.71kmであり、大部分が高架線を採用して（15.94km）、0.77kmの地面区間も含んでいる。烏日文心北屯線として北屯区松竹路二号橋附近を起点に北屯路、文心路、文心南路を経た後、建国北路と台湾鉄路管理局台中線に平行して高鉄台中站駅（台湾高速鉄道の台中駅、台鉄新烏日駅）に至る。台北市政府捷運工程局が建設を主導し、台中捷運公司が開業後の運営を行う。他に北屯区郊外への延伸（大坑延伸線）および彰化市内への延伸（彰化延伸線）の計画がある。

## 沿革

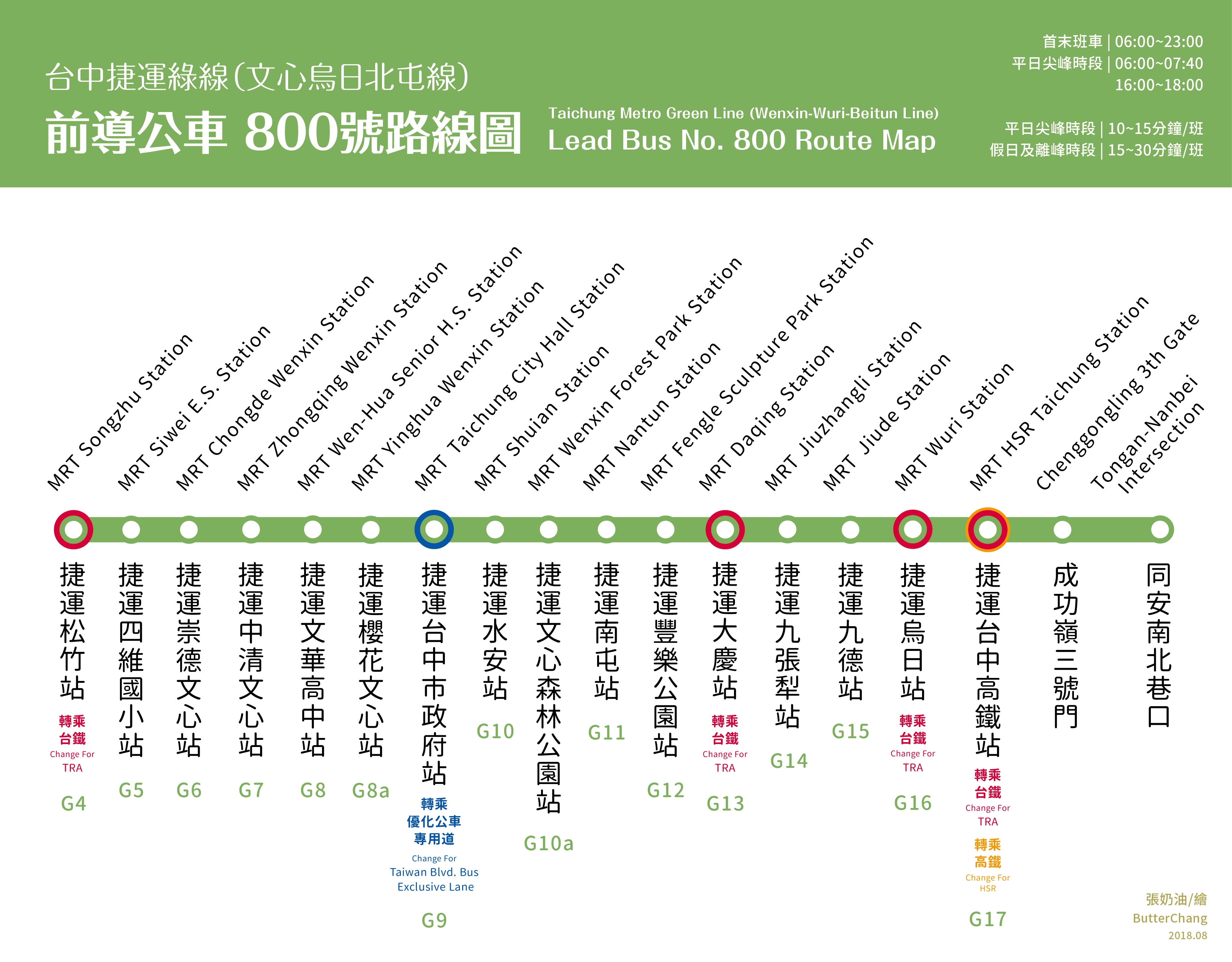
台中市公車800路

- 1998年 - 台湾省政府が「台中都会区捷運路網細部計画」を提出し、地下埋設型の中規模輸送システムの建設を計画
- 1999年 - 省政府に代わり交通部高速鉄路工程局に計画立案を移管
- 2004年1月 - 高鉄局より「台中都会区大衆捷運系統優先路線計画」が提出され、高架式高速ライトレール方式での計画に変更

### 烏日文心北屯線
- 2004年10月11日 - 行政院より優先建設区間が決定。15駅の「烏日文心北屯線」の計画が策定される。
- 2006年3月19日 - 台中捷運建設協調会が駅位置を決定。G8a駅、G10a駅の2駅の増設が決定。
- 2008年11月15日 - 台中捷運烏日文心北屯線の施工事業体として台北市政府捷運工程局が入札と監督業務を代行することを交通部、台中市、台北市が合意[1]。
- 2009年10月8日 - 正式に着工。
- 2011年3月9日 - 日本の川崎重工業、フランスのアルストム、台湾のゼネコン大手の中鼎工程（中国語版）（CTCI CORPORATION）によるコンソーシアムが2連18編成36両の車両・機電工程を落札した。価格は約109億台湾元。[2][3]
- 2015年
  - 4月10日 - 北屯区の建設現場で鋼製の橋桁が落下し、4人が死亡・4人が負傷する事故が発生[4]。（zh:2015年臺中捷運綠線鋼樑墜落事故）
- 2016年
  - 2月18日 - 上記事故現場付近で工事中の高架橋上から長さ60センチ・直径2-3センチ程度の鉄筋が真下の道路上に落下し、走行中の自動車に当たるも負傷者なし。[5][6]
  - 6月30日 - 高架橋が全て連結され、土木工程完工[7]。
  - 7月1日 - 西屯区の工事現場で防振ゴムの資材が高架橋から落下し、停車中の自動車に直撃するもフロントガラスの破損のみで負傷者なし[8]
- 2017年
  - 1月10日 - 神戸市の川崎重工業兵庫工場内で台北市捷運工程局関係者を招いての車両落成式典が開催される[9][10]。
  - 2月1日 - 日本からの車両2編成が神戸港を出港[11]。
  - 2月5日 - 日本からの車両2編成が台中港に陸揚げ[12]。
  - 2月12日 - 落成車両のパレード開催[11]。
  - 2月14日 - 川崎重工から台北市捷運局に車両引渡[13]
  - 8月12日 - 本線上（G0～G5駅間約3.9km）での試運転を開始[14][15]。
  - 8月30日 - 報道陣向けの試乗会開催[16]。
- 2018年
  - 1月16日 - 台中高鉄駅まで列車が乗り入れ、全線での試運転を開始[17]。
  - 6月30日 - 正式駅名決定[18]。
  - 8月29日 - 捷運先導バスとして中鹿客運（中国語版）運行の台中市公車800路（中国語版）を開設。松竹駅と台中高鉄駅の間は捷運駅と同一地点のみに停車する[19]。
- 2020年
  - 2月3日 - 台中捷運公司が全ての施設を引き継ぐ[20]
  - 3月24日 - 運賃と開業までのロードマップが示された[21]。
    - 運賃は高雄捷運と同水準の5kmまで20元、以遠は2kmごとに5元ずつ上限は50元となる。
    - 5月25日から7月26日まで営業ダイヤを想定した可用性試運転
    - 8月より市政府初回監査と交通部最終監査
    - 最も楽観的な場合は10月31日にプレ開業、12月正式開業

  - 4月7日 - 駅番号変更（Gxx→1xx）[22]
  - 5月 - 駅名再変更（○○文心→文心○○、水安→文心大業、台中市政府→市政府、英語を漢語拼音化など）案が市議会で再浮上[23][24]。
  - 5月25日 - 連続7日間の可用性試験を伴う総合試運転開始[25]。
  - 6月11日 - 監査申請前の必須項目である連続7日間の可用性試験99%を達成[26]。
  - 7月 - この路線は中央政府直轄事業（設計、施工監督は台北市政府捷運工程局に委託）だったため初回監査は交通部自身が担うことになっていたが、初回監査を行う地方政府を交通部が指名できるよう『大衆捷運系統履勘作業要點』の条文を改正した[注 1][27]。
  - 8月7日 - 市政府による初回監査を条件付きで通過。指摘された要改善項目の対処後、同月末に交通部へ最終監査申請を行うと発表した[28]。
  - 8月24日
    - 2018年に決定された駅名を変更する2020年5月の案が市政府の稟議、および市議会の審議を通過。この結果文心大業が水安宮に変更されることになった[29]。
    - 初回審査での要改善項目の是正が完了し、交通部に最終審査を申請[30]。

  - 10月25日 - 交通部による最終監査が実施され、開業前の修正必須12項目を含む33項目の要改善リストが示された[31]。
  - 11月2日 - 市政府が交通部に開業申請[32]。
  - 11月6日 - 交通部が営業許可[33]。
  - 11月10日 - 市長の盧秀燕が開業日時を宣布[34]。
  - 11月16日 - 仮開業（7-20時運行、ICに限り無料）[34]。
  - 11月21日 - 車両間の半永久連結器に断裂が確認され、全車両を点検するため11月22日より仮開業が一時中止する。[35]
  - 12月7日 - 通常ダイヤ（6-24時）での運行予定（ICに限り無料。12月16日まで）[34]。
  - 12月14日 - 車両連結器のトラブル長期化により5日後の正式開業を断念[36]。
  - 12月19日 - 正式開業予定、有料化[34]。
- 2021年
  - 3月6日 - 台北市政府が前日に提出した連結器不具合に関する報告書の審議が台中市政府で承認され、プレ営業再開の見通しがたった[37]。
  - 3月25日 - プレ営業再開（4月23日までの30日間はIC無料。4月24日は運休）[38]。4月23日までの30日間で延べ213万7,074人（1日平均71,235人）が利用し、連休中の4月4日は最多となる10万6,155人だった[39]。
  - 4月25日 - 正午の開業式典を経て正式開業[40]。式典には現職市長の盧秀燕のほか、元台中市長胡志強、台北市政府代表の柯文哲、前職および現職中華民国総統の馬英九と蔡英文、行政院副院長の沈栄津など中央・地方政界から要人が参列したが、前台中市長かつ直前まで交通部長だった林佳龍は月初の北廻線太魯閣号脱線事故に伴い辞任、式典への招待も辞退したため不参加となった[41]。また、同日より先導バスの800路は緑1路に、既存の53路も緑2路と緑3路に再編された[42]

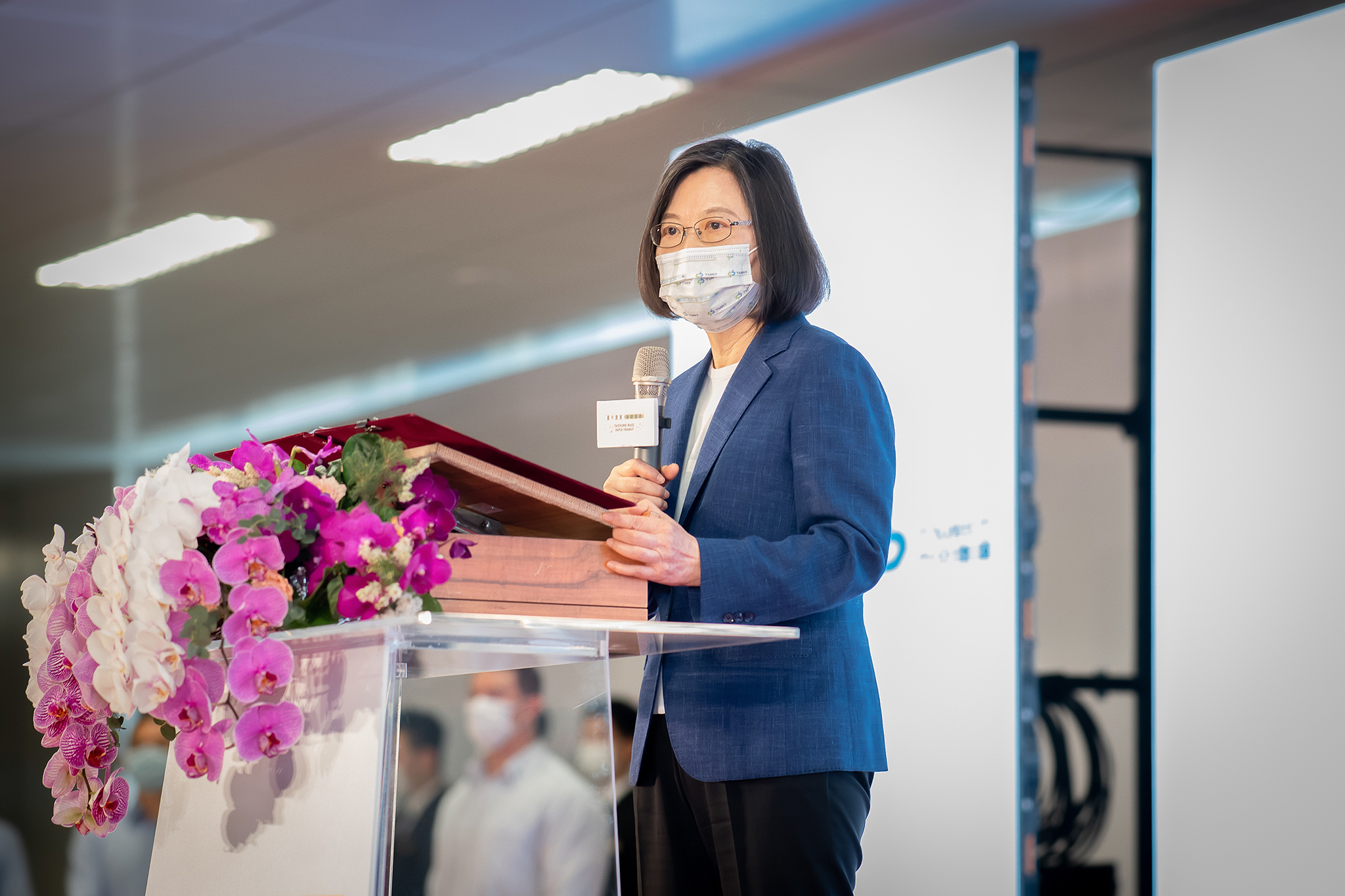
開業式典の蔡英文（2021年4月25日）

- 2023年5月10日 - 台中メトロクレーン衝突事故（中国語版）が発生

### 彰化延伸計画
- 2017年4月 - 中央政府が推進する公共インフラ事業の前瞻基礎建設計画のリスト入り[43][44]。
- 2019年
  - 12月、彰化県政府と市公所が計画案で対立し、交通部はF/S（実現可能性調査）の審査を棄却[45]。
- 2020年
  - 3月、彰化市内の経路について解消するべく変更を示唆[46]。
  - 5月、台鉄が計画中の金馬駅に延伸する計画を提出[47]。
  - 7月1日、交通部でF/S審査通過[48][49]。

### 大坑延伸計画
- 2020年7月1日 - 大坑延伸線（2駅、2.49km）についてのF/Sも交通部が原則同意を表明し、通過。細部の意見調整後に行政院審査へ送付することになった[50]。

## 運賃
開業時より悠遊卡（Easycard）、一卡通（iPASS）、愛金卡（icash2.0）に対応。市内の台中市市区公車では既に10kmまでは無料、盧秀燕が市長就任後は10km以遠も上限10元となっていることから、台北や高雄のような乗継割引は導入されていない。
下記普通運賃のほか、正式開業時より1日券（120NT$）、24時間券（150NT$）、48時間券（250NT$）も販売されている。
| 北屯総駅 |      |      |          |          |          |          |          |          |          |              |              |              |              |              |              |              |              |
| 20       | 旧社 | 旧社 | 旧社     | 旧社     | 旧社     | 旧社     | 旧社     | 旧社     | 旧社     | 旧社         | 旧社         | 旧社         | 旧社         | 旧社         | 旧社         | 旧社         | 旧社         |
| 20       | 20   | 松竹 | 松竹     | 松竹     | 松竹     | 松竹     | 松竹     | 松竹     | 松竹     | 松竹         | 松竹         | 松竹         | 松竹         | 松竹         | 松竹         | 松竹         | 松竹         |
| 20       | 20   | 20   | 四維国小 | 四維国小 | 四維国小 | 四維国小 | 四維国小 | 四維国小 | 四維国小 | 四維国小     | 四維国小     | 四維国小     | 四維国小     | 四維国小     | 四維国小     | 四維国小     | 四維国小     |
| 20       | 20   | 20   | 20       | 文心崇徳 | 文心崇徳 | 文心崇徳 | 文心崇徳 | 文心崇徳 | 文心崇徳 | 文心崇徳     | 文心崇徳     | 文心崇徳     | 文心崇徳     | 文心崇徳     | 文心崇徳     | 文心崇徳     | 文心崇徳     |
| 25       | 20   | 20   | 20       | 20       | 文心中清 | 文心中清 | 文心中清 | 文心中清 | 文心中清 | 文心中清     | 文心中清     | 文心中清     | 文心中清     | 文心中清     | 文心中清     | 文心中清     | 文心中清     |
| 25       | 25   | 20   | 20       | 20       | 20       | 文華高中 | 文華高中 | 文華高中 | 文華高中 | 文華高中     | 文華高中     | 文華高中     | 文華高中     | 文華高中     | 文華高中     | 文華高中     | 文華高中     |
| 30       | 25   | 25   | 20       | 20       | 20       | 20       | 文心桜花 | 文心桜花 | 文心桜花 | 文心桜花     | 文心桜花     | 文心桜花     | 文心桜花     | 文心桜花     | 文心桜花     | 文心桜花     | 文心桜花     |
| 30       | 30   | 25   | 20       | 20       | 20       | 20       | 20       | 市政府   | 市政府   | 市政府       | 市政府       | 市政府       | 市政府       | 市政府       | 市政府       | 市政府       | 市政府       |
| 35       | 30   | 30   | 25       | 25       | 20       | 20       | 20       | 20       | 水安宮   | 水安宮       | 水安宮       | 水安宮       | 水安宮       | 水安宮       | 水安宮       | 水安宮       | 水安宮       |
| 35       | 35   | 30   | 25       | 25       | 20       | 20       | 20       | 20       | 20       | 文心森林公園 | 文心森林公園 | 文心森林公園 | 文心森林公園 | 文心森林公園 | 文心森林公園 | 文心森林公園 | 文心森林公園 |
| 35       | 35   | 30   | 30       | 25       | 25       | 20       | 20       | 20       | 20       | 20           | 南屯         | 南屯         | 南屯         | 南屯         | 南屯         | 南屯         | 南屯         |
| 40       | 35   | 35   | 30       | 30       | 25       | 20       | 20       | 20       | 20       | 20           | 20           | 豊楽公園     | 豊楽公園     | 豊楽公園     | 豊楽公園     | 豊楽公園     | 豊楽公園     |
| 45       | 40   | 40   | 35       | 35       | 30       | 25       | 25       | 20       | 20       | 20           | 20           | 20           | 大慶         | 大慶         | 大慶         | 大慶         | 大慶         |
| 45       | 45   | 40   | 35       | 35       | 30       | 30       | 25       | 25       | 20       | 20           | 20           | 20           | 20           | 九張犁       | 九張犁       | 九張犁       | 九張犁       |
| 45       | 45   | 45   | 40       | 35       | 35       | 30       | 30       | 25       | 25       | 20           | 20           | 20           | 20           | 20           | 九徳         | 九徳         | 九徳         |
| 50       | 45   | 45   | 40       | 40       | 35       | 35       | 30       | 30       | 25       | 25           | 25           | 20           | 20           | 20           | 20           | 烏日         | 烏日         |
| 50       | 50   | 50   | 45       | 40       | 40       | 35       | 35       | 30       | 30       | 25           | 25           | 25           | 20           | 20           | 20           | 20           | 高鉄台中站   |

## 車両

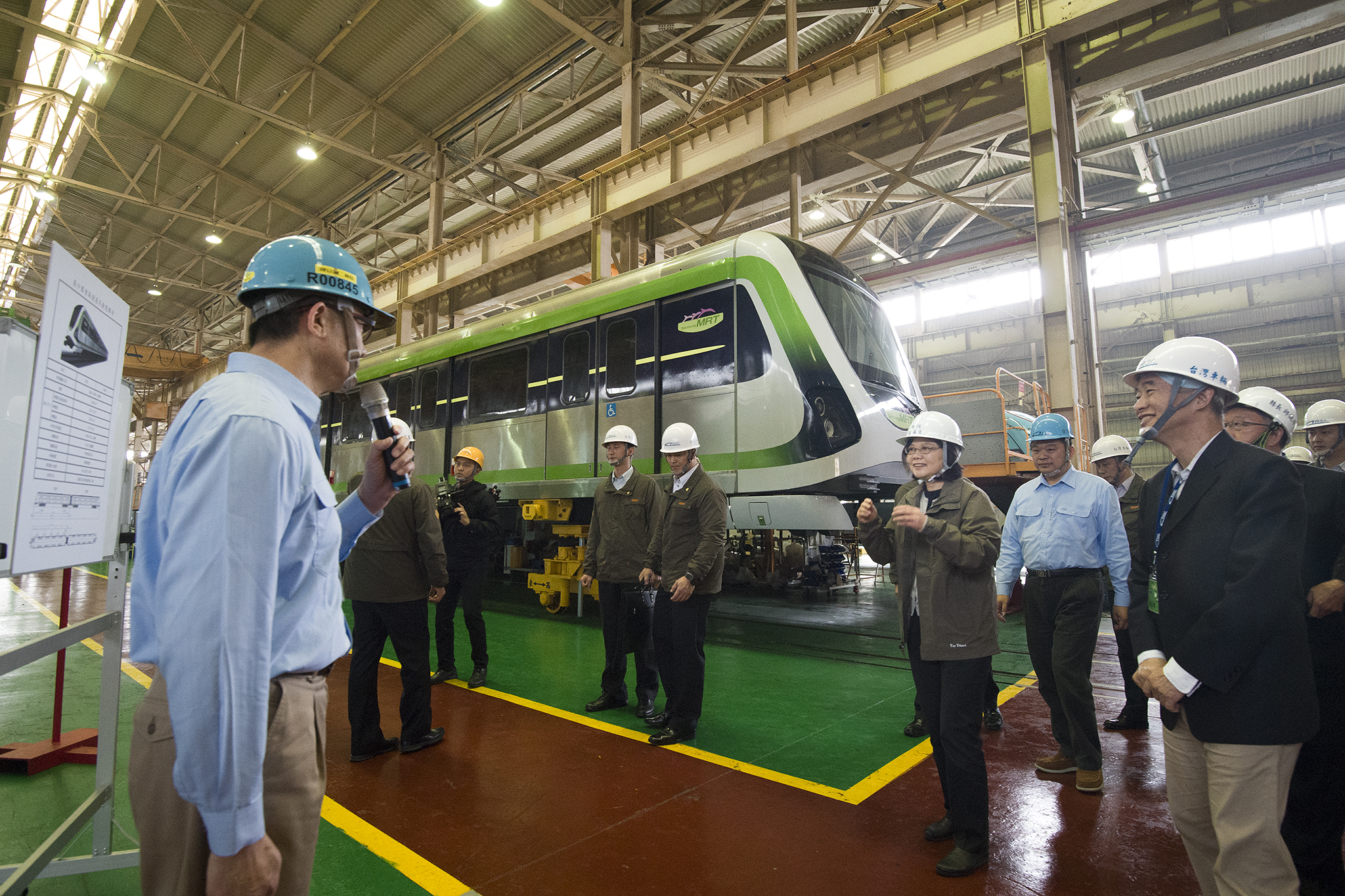
台湾車輌公司で製造中の車両を視察する総統の蔡英文

川崎重工製の無人運転に対応した鉄輪式各車両5ドアの2両編成で。2017年内に台中港経由で納入され、静態試運転を行う予定。18編成のうち半数は台湾車輌公司によるノックダウン生産（現地組立）になり、新竹で生産された車両も同年6月30日に搬入された。11月には全18編成が北屯機廠に納入された。
2020年7月5日、市政府は増発や延伸に備えて車両10編成（20両）の追加調達の必要があると主張した。
- 集電方式：第三軌条式
- 編成長：全長44.34m、全幅2.98m、全高3.78m
- 編成：2両
- 定員：536人
- 最高速度：70km/h

## 画像

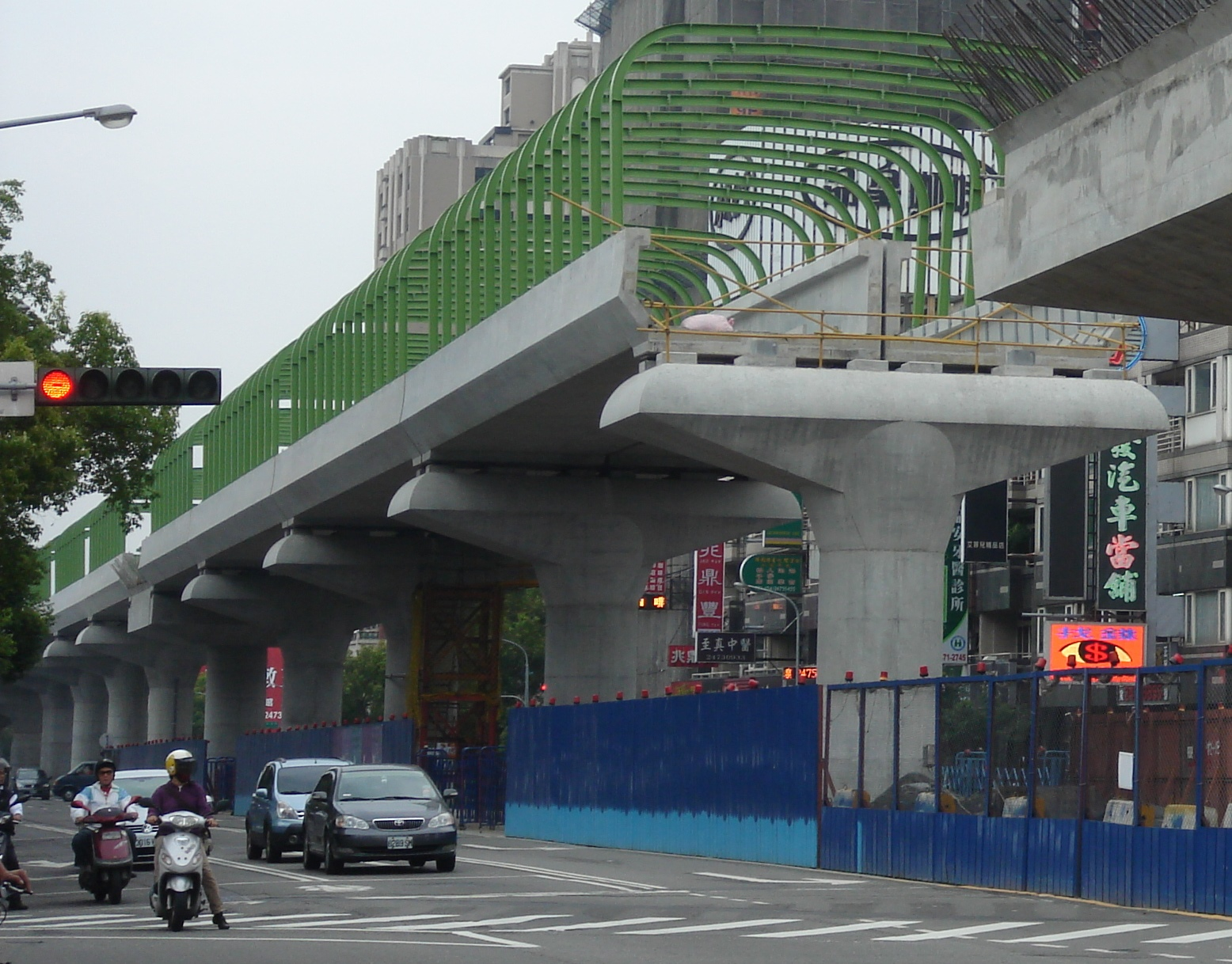
文心路と五権西路付近の防音壁設置工程
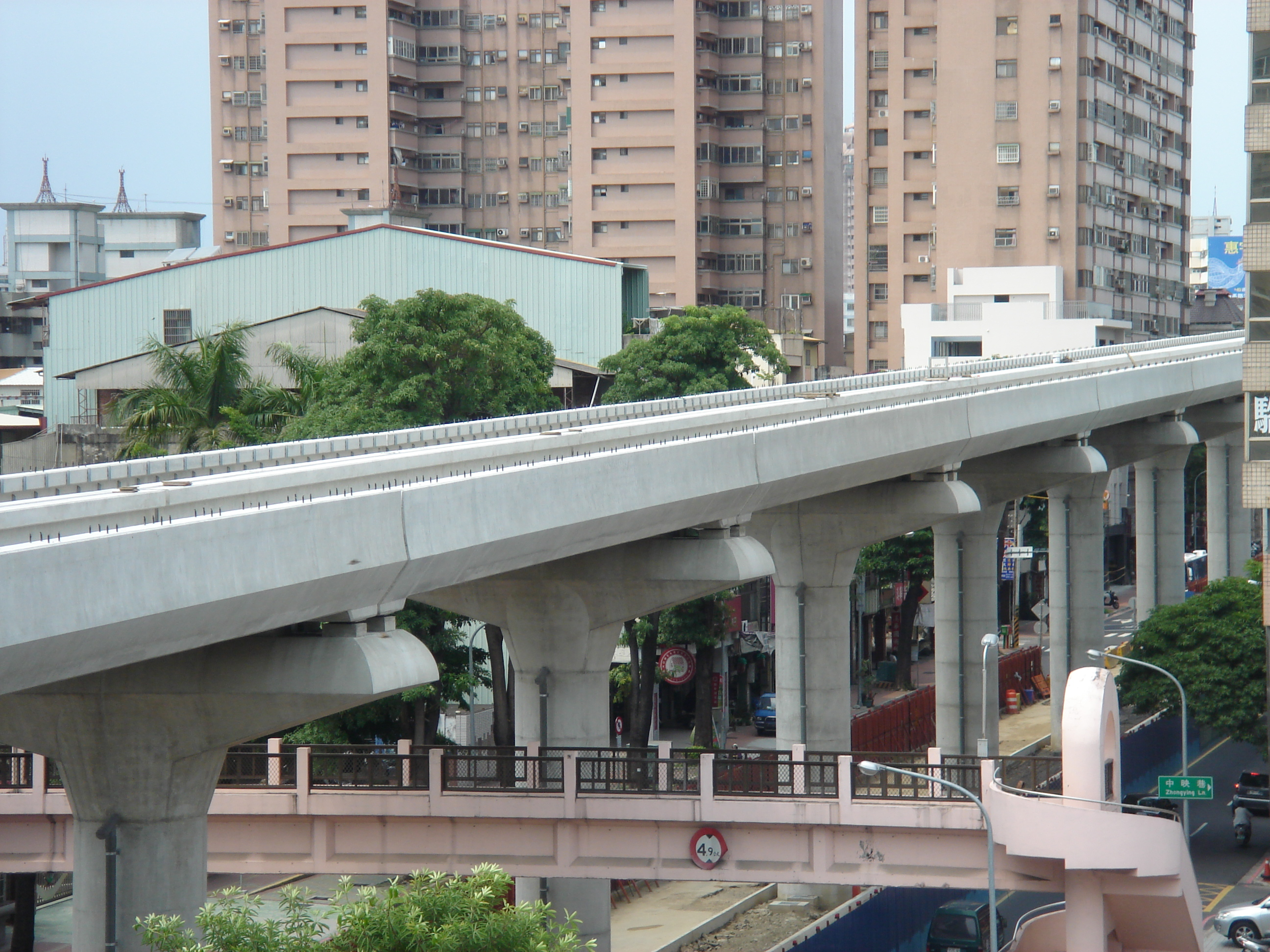
北屯の高架橋景観
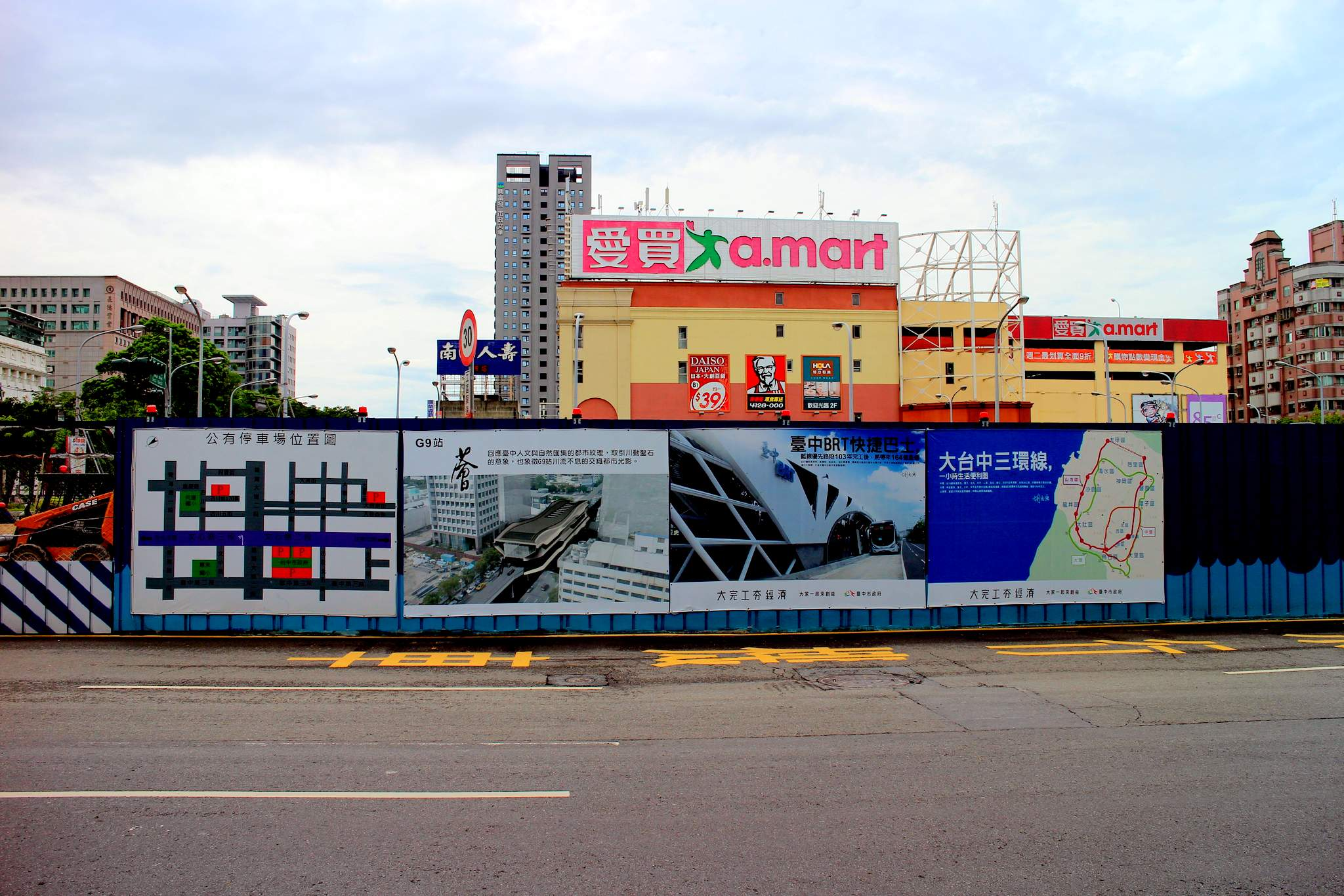
G9駅建設行程
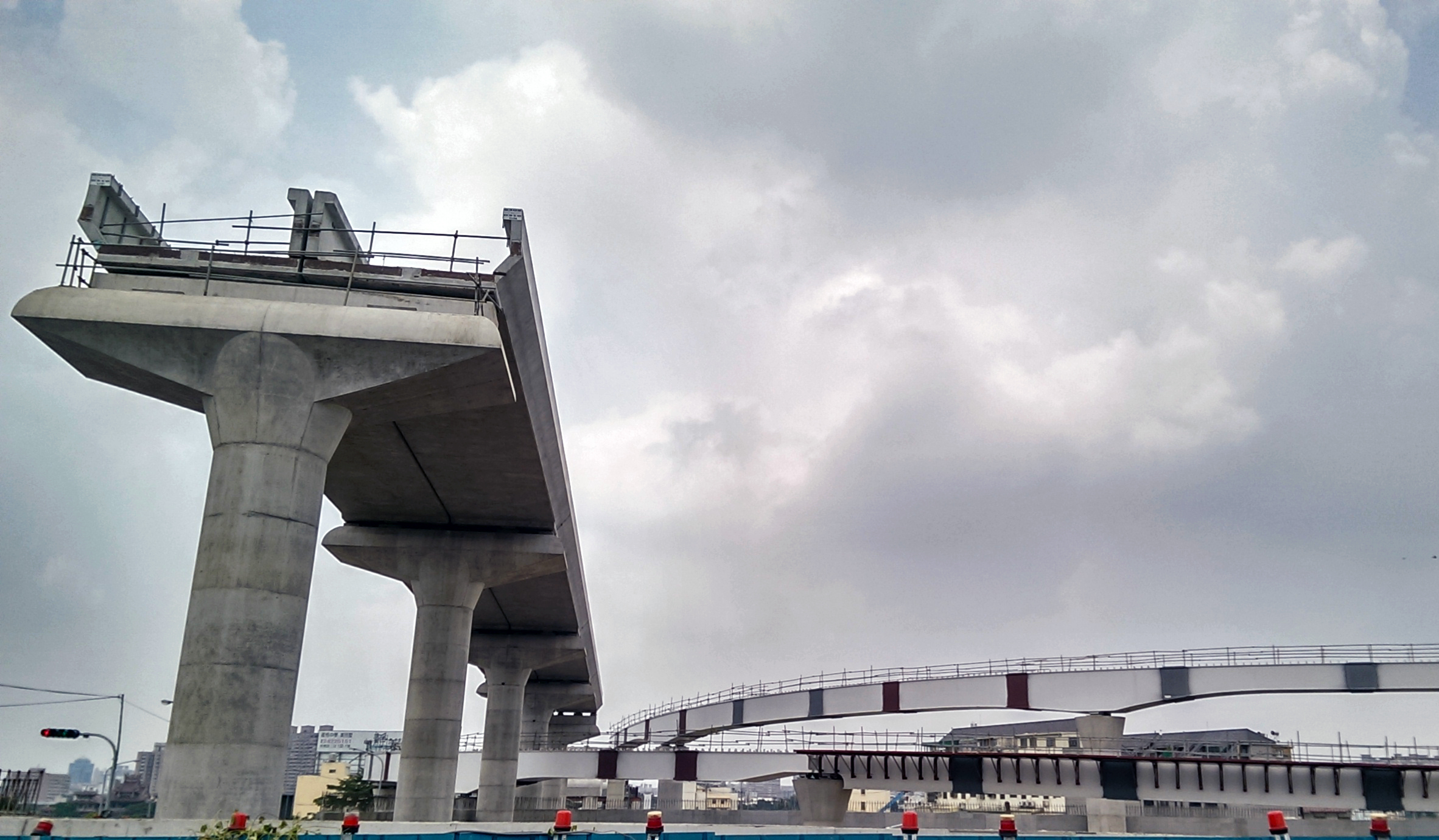
松竹路と旱渓西路付近の高架橋設置行程 （左側高架橋は大坑延伸線の先行起工分）

## 駅一覧
| 系統                                  | 系統                                  | 系統                                  | 系統                                  | 駅番号                                | 駅名                                  | 駅名                                  | 駅名                                          | 駅間 キロ                             | 累計 キロ                                    | 接続路線・備考                                                 | 所在地                                | 所在地                                |
| 系統                                  | 系統                                  | 系統                                  | 系統                                  | 駅番号                                | 日本語                                | 繁体字 中国語                         | 英語                                          | 駅間 キロ                             | 累計 キロ                                    | 接続路線・備考                                                 | 所在地                                | 所在地                                |
| 緑線 延伸線の駅名は中文・英文とも仮称 | 緑線 延伸線の駅名は中文・英文とも仮称 | 緑線 延伸線の駅名は中文・英文とも仮称 | 緑線 延伸線の駅名は中文・英文とも仮称 | 緑線 延伸線の駅名は中文・英文とも仮称 | 緑線 延伸線の駅名は中文・英文とも仮称 | 緑線 延伸線の駅名は中文・英文とも仮称 | 緑線 延伸線の駅名は中文・英文とも仮称         | 緑線 延伸線の駅名は中文・英文とも仮称 | 緑線 延伸線の駅名は中文・英文とも仮称        | 緑線 延伸線の駅名は中文・英文とも仮称                          | 緑線 延伸線の駅名は中文・英文とも仮称 | 緑線 延伸線の駅名は中文・英文とも仮称 |
| ------------------------------------- | ------------------------------------- | ------------------------------------- | ------------------------------------- | ------------------------------------- | ------------------------------------- | ------------------------------------- | --------------------------------------------- | ------------------------------------- | -------------------------------------------- | -------------------------------------------------------------- | ------------------------------------- | ------------------------------------- |
| 大坑延伸線                            |                                       |                                       | ●                                     | 101                                   | 圓山新村駅                            | 圓山新村站                            | Yuanshan New Village                          |                                       |                                              |                                                                | 台中市                                | 北屯区                                |
| 大坑延伸線                            | ●                                     | 102                                   | 軍功寮駅                              | 軍功寮站                              | Jungongliao                           |                                       |                                               |                                       |                                              |                                                                | 台中市                                | 北屯区                                |
| 烏日文心北屯線                        | ●                                     |                                       |                                       | 103a                                  | 北屯総駅                              | 北屯總站                              | Beitun Main Station                           | 0.0                                   | 0.0                                          |                                                                | 台中市                                | 北屯区                                |
| 烏日文心北屯線                        |                                       |                                       |                                       | 103                                   | 旧社駅                                | 舊社站                                | Jiushe                                        | 0.821                                 | 0.821                                        | ■大坑延伸線（大坑地区の101駅と102駅へ接続予定）                | 台中市                                | 北屯区                                |
| 烏日文心北屯線                        | ●                                     |                                       |                                       | 103                                   | 旧社駅                                | 舊社站                                | Jiushe                                        | 0.821                                 | 0.821                                        | ■大坑延伸線（大坑地区の101駅と102駅へ接続予定）                | 台中市                                | 北屯区                                |
| 烏日文心北屯線                        |                                       | ●                                     |                                       | 104                                   | 松竹駅                                | 松竹站                                | Songzhu                                       | 0.679                                 | 1.500                                        | 台湾鉄路管理局：台中線                                         | 台中市                                | 北屯区                                |
| 烏日文心北屯線                        |                                       | ●                                     |                                       | 105                                   | 四維国小駅 （二分埔）                 | 四維國小站 （二分埔）                 | Sihwei Elementary School （Erfenpu）          | 1.646                                 | 3.146                                        |                                                                | 台中市                                | 北屯区                                |
| 烏日文心北屯線                        |                                       | ●                                     |                                       | 106                                   | 文心崇徳駅                            | 文心崇德站                            | Wenxin Chongde                                | 0.863                                 | 4.009                                        |                                                                | 台中市                                | 北屯区                                |
| 烏日文心北屯線                        |                                       | ●                                     |                                       | 107                                   | 文心中清駅 （天津商圈）               | 文心中清站 （天津商圈）               | Wenxin Zhongqin （Tianjin Business District） | 1.472                                 | 5.481                                        | ■台中機場捷運（計画中）                                        | 台中市                                | 北区                                  |
| 烏日文心北屯線                        |                                       | ●                                     |                                       | 108                                   | 文華高中駅                            | 文華高中站                            | Wen-Hua Senior High School                    | 1.063                                 | 6.544                                        |                                                                | 台中市                                | 西屯区                                |
| 烏日文心北屯線                        |                                       | ●                                     |                                       | 109                                   | 文心桜花駅                            | 文心櫻花站                            | Wenxin Yinghua                                | 0.816                                 | 7.360                                        |                                                                | 台中市                                | 西屯区                                |
| 烏日文心北屯線                        |                                       | ●                                     |                                       | 110/211                               | 市政府駅                              | 市政府站                              | Taichung City Hall                            | 0.804                                 | 8.164                                        | ■藍線（計画中）                                                | 台中市                                | 西屯区                                |
| 烏日文心北屯線                        |                                       | ●                                     |                                       | 111                                   | 水安宮駅                              | 水安宮站                              | Shuian Temple                                 | 1.020                                 | 9.184                                        |                                                                | 台中市                                | 西屯区                                |
| 烏日文心北屯線                        |                                       | ●                                     |                                       | 112                                   | 文心森林公園駅                        | 文心森林公園站                        | Wenxin Forest Park                            | 0.855                                 | 10.039                                       |                                                                | 台中市                                | 南屯区                                |
| 烏日文心北屯線                        |                                       | ●                                     |                                       | 113                                   | 南屯駅 （五権西文心）                 | 南屯站 （五權西文心）                 | Nantun （Wuquan West Wenxin）                 | 0.541                                 | 10.580                                       |                                                                | 台中市                                | 南屯区                                |
| 烏日文心北屯線                        |                                       | ●                                     |                                       | 114                                   | 豊楽公園駅                            | 豐樂公園站                            | Feng-le Park                                  | 0.878                                 | 11.458                                       |                                                                | 台中市                                | 南屯区                                |
| 烏日文心北屯線                        |                                       | ●                                     |                                       | 115                                   | 大慶駅 （中山医大）                   | 大慶站 （中山醫大）                   | Daqing （Chung Shan Medical University）      | 1.602                                 | 13.060                                       | 台湾鉄路管理局：台中線 ■紫線（計画中）                         | 台中市                                | 南区                                  |
| 烏日文心北屯線                        |                                       | ●                                     |                                       | 116                                   | 九張犁駅                              | 九張犁站                              | Jiuzhangli                                    | 0.921                                 | 13.981                                       |                                                                | 台中市                                | 烏日区                                |
| 烏日文心北屯線                        |                                       | ●                                     |                                       | 117                                   | 九徳駅                                | 九德站                                | Jiude                                         | 0.690                                 | 14.671                                       |                                                                | 台中市                                | 烏日区                                |
| 烏日文心北屯線                        |                                       | ●                                     |                                       | 118                                   | 烏日駅                                | 烏日站                                | Wuri                                          | 1.029                                 | 15.700                                       |                                                                | 台中市                                | 烏日区                                |
| 烏日文心北屯線                        |                                       | ●                                     |                                       | 119                                   | 高鉄台中駅                            | 高鐵台中站                            | HSR Taichung Station                          | 1.066                                 | 16.766                                       | ■台湾高速鉄道（高鉄台中駅） 台湾鉄路管理局：台中線（新烏日駅） | 台中市                                | 烏日区                                |
| 彰化延伸線                            |                                       | ●                                     |                                       | 119                                   | 高鉄台中駅                            | 高鐵台中站                            | HSR Taichung Station                          | 1.066                                 | 16.766                                       | ■台湾高速鉄道（高鉄台中駅） 台湾鉄路管理局：台中線（新烏日駅） | 台中市                                | 烏日区                                |
|                                       | ●                                     |                                       | 120                                   | 成功嶺駅                              | 成功嶺站                              | Chenggongling                         |                                               |                                       |                                              |                                                                | 台中市                                | 烏日区                                |
|                                       | ●                                     |                                       | 121                                   | 栄泉駅                                | 榮泉站                                | Rongquan                              |                                               |                                       |                                              |                                                                | 台中市                                | 烏日区                                |
|                                       | ●                                     |                                       | 122                                   | 渡船頭駅                              | 渡船頭站                              | Duchuantou                            |                                               |                                       |                                              | 彰化県                                                         | 彰化市                                |                                       |
|                                       | ●                                     |                                       | 123                                   | 苦苓脚駅                              | 苦苓腳站                              | Kulingjiao                            |                                               |                                       |                                              | 彰化県                                                         | 彰化市                                |                                       |
|                                       | ●                                     |                                       | 124                                   | 金馬駅                                | 金馬站                                | Jinma                                 |                                               |                                       | 台湾鉄路管理局：台中線（台鉄金馬駅。計画中） | 彰化県                                                         | 彰化市                                |                                       |